# The Complete Studio Albums (1983–2008)
The Complete Studio Albums (1983 – 2008) é uma caixa de coleccionador da cantora estadunidense Madonna, lançada oficialmente e no mundo em 26 de março de 2012 pela gravadora Warner Bros. Records. A data coincidiu com o lançamento do décimo segundo álbum de estúdio da cantora, MDNA. O material contém onze studio album desde 1983 com Madonna até 2008 com Hard Candy, cada um com uma luva de papelão reproduzindo as capas originais. No mesmo dia do lançamento, outra caixa também foi lançada, denominada Original Album Series, que incluía as versões remasterizadas de True Blue (1986), Like a Prayer (1989), Ray of Light (1998), Music e Confessions on a Dance Floor (2006).
Após o lançamento, recebeu críticas mistas de alguns jornalistas e críticos, embora em geral positivas. Eles tem bons comentários da embalagem geral da compilação, mas notou a ausência de vários sucessos de Madonna e outros materiais lançados pela empresa, embora a única caixa contém os dez primeiros álbuns de estúdio da cantora. Do ponto de vista comercial, foi posicionado nas tabelas da Alemanha, Coreia do Sul, Croácia, Espanha, Finlândia, França, Itália, México, Países Baixos, Reino Unido e Suíça. No Japão, recebeu uma recepção muito boa; Chegando ao nono lugar na contagem da Oricon na mesma semana em que o MDNA ficou em quarto, tornando Madonna a primeira artista estrangeira a ter simultaneamente dois álbuns entre os dez primeiros .

## Antecedentes

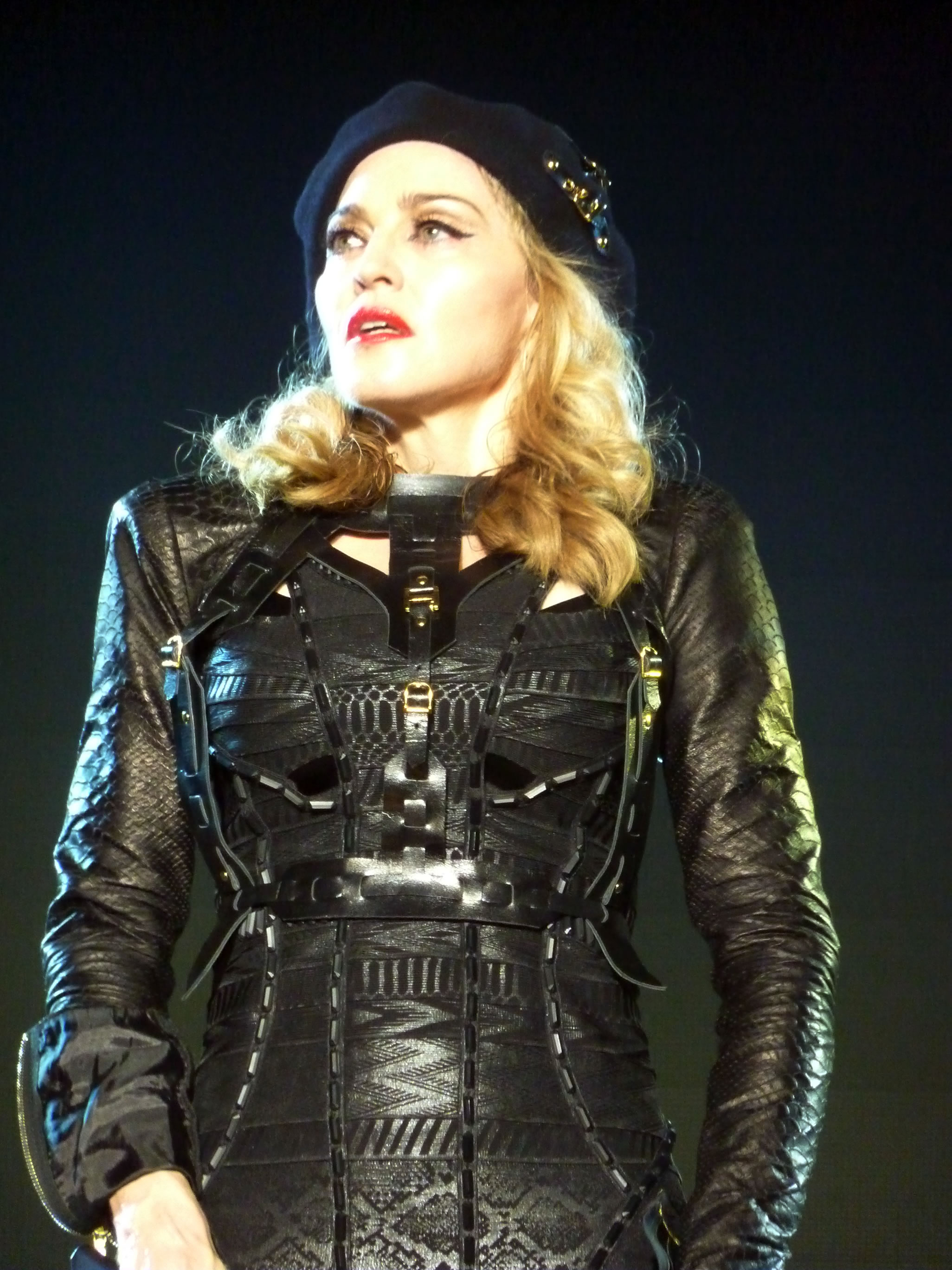
Quase em todo o mundo, o lançamento de The Complete Studio Albums (1983-2008) coincidiu com o do MDNA, décimo segundo álbum de estúdio de Madonna. Na imagem, a cantora na turnê The MDNA Tour (2012).

Em 6 de março de 2012, o site oficial de Madonna anunciou que sua antiga gravadora gravadora anterior, Warner Bros. Records (1982-2009), liberaria um box de compilação dos onze álbuns de estúdio da artista; foi lançado para coincidir com a data mundial de lançamento do décimo segundo álbum da artista, MDNA. O box contém cada álbum Madonna, 1983-2008: inclui versões remasterizadas de Madonna (1983), Like a Virgin (1984) e True Blue (1986), mais os originais de Like a Prayer (1989), Erotica (1992), Bedtime Stories (1994), Ray of Light (1998), Music (2000), American Life (2003), Confessions on a Dance Floor (2005) e Hard Candy (2008), cada uma com uma capa de papelão que reproduz as capas originais. Para complementar o lançamento, o iTunes vendeu cada disco através de download digital em £3,95 por um tempo limitado no Reino Unido. No mesmo dia de seu lançamento, a empresa colocou no mercado um outro box intitulado Original Series Album que inclui cinco discos; as versões remasterizadas de True Blue, Like a Prayer, Ray of Light, Music e Confessions on a Dance Floor.
A Warner Bros. lançou a caixa de compilação nos Estados Unidos em 20 de março de 2012, com os onze álbuns de estúdio da cantora. Oficialmente, colocar em venda na Europa e grande parte do mundo, seis dias depois, ou seja, em 26 de março, a mesma data em que MDNA entrou no mercado. No Japão, não estava disponível até o dia seguinte, enquanto na Austrália e na Alemanha, no dia 30 do mesmo mês. Finalmente, no Canadá, foi lançado em 28 de agosto de 2012. O material também leva os nomes de suas gravadoras anteriores com as quais assinou, Sire Records (1982-1995) e Maverick Records (1992-2004). Esse é o terceiro box de compilação de seus maiores sucessos, depois de The Royal Box (1991), que foi uma edição limitada de The Immaculate Collection (1990) e CD Single Collection (1996), lançado exclusivamente no Japão e que incluía quarenta singles.

## Recepção comercial
Após o seu lançamento, The Complete Studio Albums (1983-2008) recebeu pouca recepção na maior parte do mundo. No Reino Unido, posicionou-se no número 70 em sua lista oficial em 7 de abril de 2014, a mesma data em que o MDNA estreou no número um. Com 2.055 cópias comercializadas nos primeiros sete dias, o total de vendas de álbuns de Madonna no país durante o século XXI totalizou 7.279.423 cópias, tornando-a uma das artistas mais vendidas nesse período. Nos outros países da Europa, os resultados comerciais foram muito baixos; Na maioria, o álbum passou apenas uma semana no ranking oficial. Na Croácia, Espanha, Finlândia, França, Itália e Países Baixos, alcançou o top 50, e na Alemanha e Suíça, entre os sessenta primeiros.
Por outro lado, no Japão, entrou na nona posição da contagem oficial da Oricon, enquanto o MDNA ocupou o quarto lugar; Esse fato fez de Madonna a primeira artista estrangeira a ter simultaneamente dois álbuns entre os dez primeiros . O último cantor a realizar tal feito foi Bruce Springsteen, que em 1992 colocou os discos Human Touch e Lucky Town entre os dez primeiros da tabela. E com estes dois lançamentos, acumulados totais vinte álbuns no top dez mais do que qualquer outro artista estrangeiro. A venda de 200 cópias em sua primeira semana, a caixa chegou a posição 81 na tabela Gaon Chart da Coreia do Sul, enquanto no México, chegou ao posto 62 Finalmente, o material obteve uma certificação de ouro pela da Związek Producentów Audio Video (ZPAV) na Polônia, depois de vender 10,000 cópias naquele país.

## Análise da crítica
| Críticas profissionais | Críticas profissionais |
| Avaliações da crítica  | Avaliações da crítica  |
| Fonte                  | Avaliação              |
| ---------------------- | ---------------------- |
| Allmusic               | [ 28 ]                 |
| Amazon.com             | positiva               |
| BBC                    | positiva               |

The Complete Studio Albums (1983-2008) foram revisados apenas por alguns críticos e jornalistas, que geralmente deram opiniões contraditórias, embora a maioria delas fosse positiva. A editora da versão americana da Amazon chamou de uma coleção "incrível" e "brilhante" da carreira de Madonna. Mike Diver, da BBC também lhe deu críticas positivas; Segundo ele, "essa é a história do pop, um documento da força feminina mais poderosa da indústria da música, quando ela começou sua ascensão, alcançou o status de superestrela, superou alguns deslizes e finalmente chegou aos anos 2000 como a figura materna absoluta de todo ídolo pop novato". Embora a caixa de compilação reúna os onze primeiros álbuns de estúdio da artista, os jornalistas notaram a falta de alguns de seus hits que não foram incluídos em nenhum álbum. É o caso de Diver, que reconheceu a ausência de "Justify My Love" e "Rescue Me", os singles do álbum de grandes êxitos The Immaculate Collection (1990), ou "Vogue" e "Into the Groove".
Outro comentário à compilação foi sua embalagem. Assim, Murray descreveu-o como "esplêndido", enquanto Diver, da BBC, descreveu-o como "algo simples". Em um comentário mais ambivalente, Andy Kellman do Allmusic, observou que esta coleção é mais para recém-chegados seguidores insaciáveis de muitos anos, observando que embora o pacote foi "elegante", não foi bem trabalhado — uma caixa com cada disco embalado em uma capa de papelão. Finalmente, o autor afirmou que, embora fosse uma maneira conveniente e consideravelmente prática de obter a maioria dos álbuns da cantora, um investimento nessa área conteria todos os hits perdidos ao mesmo tempo. Finalmente, Stephen Thomas Erlewine, do mesmo site, em sua crítica para o Original Album Series, comentou que os cinco álbuns incluídos nessa compilação estão entre seus melhores trabalhos e esta caixa é uma maneira rápida e razoável de obter todos eles.

## Alinhamento de faixas
| Madonna (1983) - versão remasterizada de 2001 |                                     |                             |                                 |         |  |
| N.º                                           | Título                              | Compositor(es)              | Produtor(es)                    | Duração |  |
| 1.                                            | "Lucky Star"                        |                             | Lucas, John "Jellybean" Benitez | 5:38    |  |
| 2.                                            | "Borderline"                        | Lucas                       | Lucas, Benitez[A]               | 5:21    |  |
| 3.                                            | "Burning Up"                        |                             |                                 | 3:45    |  |
| 4.                                            | "I Know It"                         |                             |                                 | 3:47    |  |
| 5.                                            | "Holiday"                           | Curtis Hudson, Lisa Stevens | Benitez                         | 6:10    |  |
| 6.                                            | "Think of Me"                       |                             |                                 | 4:55    |  |
| 7.                                            | "Physical Attraction"               | Lucas                       | Lucas, Benitez[A]               | 6:39    |  |
| 8.                                            | "Everybody"                         |                             | Mark Kamins                     | 4:57    |  |
| 9.                                            | "Burning Up" (versão do 12" Single) |                             | Lucas, Benitez[A]               | 5:59    |  |
| 10.                                           | "Lucky Star" (New Mix)              |                             | Lucas, Benitez                  | 7:15    |  |

| Like a Virgin (1984) - versão remasterizada de 2001 |                                        |         |  |
| N.º                                                 | Título                                 | Duração |  |
| 1.                                                  | "Material Girl"                        | 4:00    |  |
| 2.                                                  | "Angel"                                | 3:56    |  |
| 3.                                                  | "Like a Virgin"                        | 3:38    |  |
| 4.                                                  | "Over and Over"                        | 4:12    |  |
| 5.                                                  | "Love Don't Live Here Anymore"         | 4:47    |  |
| 6.                                                  | "Dress You Up"                         | 4:01    |  |
| 7.                                                  | "Shoo-Bee-Doo"                         | 5:16    |  |
| 8.                                                  | "Pretender"                            | 4:30    |  |
| 9.                                                  | "Stay"                                 | 4:07    |  |
| 10.                                                 | "Like a Virgin" (Extended Dance Remix) | 6:08    |  |
| 11.                                                 | "Material Girl" (Extended Dance Remix) | 6:07    |  |
| Duração total:                                      | Duração total:                         | 43:10   |  |

| True Blue (1986) - versão remasterizada de 2001 |                                   |                                       |                                      |         |  |
| N.º                                             | Título                            | Compositor(es)                        | Produtor(es)                         | Duração |  |
| 1.                                              | "Papa Don't Preach"               | Madonna, Brian Elliot                 | Madonna, Stephen Bray                | 4:29    |  |
| 2.                                              | "Open Your Heart"                 | Madonna, Gardner Cole, Peter Rafelson |                                      | 4:13    |  |
| 3.                                              | "White Heat"                      | Madonna, Leonard                      |                                      | 4:40    |  |
| 4.                                              | "Live to Tell"                    | Madonna, Leonard                      |                                      | 5:51    |  |
| 5.                                              | "Where's the Party"               | Madonna, Bray, Leonard                | Madonna, Bray, Leonard               | 4:21    |  |
| 6.                                              | "True Blue"                       | Madonna, Bray                         | Madonna, Bray                        | 4:18    |  |
| 7.                                              | "La Isla Bonita"                  | Madonna, Leonard, Bruce Gaitsch       |                                      | 4:02    |  |
| 8.                                              | "Jimmy Jimmy"                     | Madonna, Bray                         | Madonna, Bray                        | 3:55    |  |
| 9.                                              | "Love Makes the World Go Round"   | Madonna, Bray                         |                                      | 4:31    |  |
| 10.                                             | "True Blue" (The Color Mix)       | Madonna, Bray                         | Madonna, Bray, Shep Pettibone[A]     | 6:40    |  |
| 11.                                             | "La Isla Bonita" (Extended Remix) | Madonna, Leonard, Gaitsch             | Madonna, Leonard, Chris Lord-Alge[A] | 5:27    |  |
| Duração total:                                  | Duração total:                    | Duração total:                        | Duração total:                       | 40:18   |  |

| Like a Prayer (1989) |                          |                               |                  |         |  |
| N.º                  | Título                   | Compositor(es)                | Produtor(es)     | Duração |  |
| 1.                   | "Like A Prayer"          | Madonna, Patrick Leonard      | Madonna, Leonard | 5:39    |  |
| 2.                   | "Express Yourself"       | Madonna, Stephen Bray         | Madonna, Bray    | 4:37    |  |
| 3.                   | "Love Song" (com Prince) | Madonna, Prince Rogers Nelson | Madonna, Prince  | 4:52    |  |
| 4.                   | "Till Death Do Us Part"  | Madonna, Leonard              | Madonna, Leonard | 5:16    |  |
| 5.                   | "Promise to Try"         | Madonna, Leonard              | Madonna, Leonard | 3:36    |  |
| 6.                   | "Cherish"                | Madonna, Leonard              | Madonna, Leonard | 5:03    |  |
| 7.                   | "Dear Jessie"            | Madonna, Leonard              | Madonna, Leonard | 4:20    |  |
| 8.                   | "Oh Father"              | Madonna, Leonard              | Madonna, Leonard | 4:57    |  |
| 9.                   | "Keep It Together"       | Madonna, Bray                 | Madonna, Bray    | 5:03    |  |
| 10.                  | "Spanish Eyes"           | Madonna, Leonard              | Madonna, Leonard | 5:15    |  |
| 11.                  | "Act of Contrition"      | Madonna, Leonard              | Madonna, Leonard | 2:19    |  |

| Erotica (1992) - versão explícita |                     |                                          |                         |         |  |
| N.º                               | Título              | Compositor(es)                           | Produtor(es)            | Duração |  |
| 1.                                | "Erotica"           | Madonna, Shep Pettibone, Anthony Shimkin | Madonna, Shep Pettibone | 5:17    |  |
| 2.                                | "Fever"             | Eddie Cooley, John Davenport             | Madonna, Shep Pettibone | 5:00    |  |
| 3.                                | "Bye Bye Baby"      | Madonna, Shep Pettibone, Anthony Shimkin | Madonna, Shep Pettibone | 3:56    |  |
| 4.                                | "Deeper and Deeper" | Madonna, Shep Pettibone, Anthony Shimkin | Madonna, Shep Pettibone | 5:33    |  |
| 5.                                | "Where Life Begins" | Madonna, André Betts                     | Madonna, André Betts    | 5:57    |  |
| 6.                                | "Bad Girl"          | Madonna, Shep Pettibone, Anthony Shimkin | Madonna, Shep Pettibone | 5:21    |  |
| 7.                                | "Waiting"           | Madonna, André Betts                     | Madonna, André Betts    | 5:46    |  |
| 8.                                | "Thief Of Hearts"   | Madonna, Shep Pettibone, Anthony Shimkin | Madonna, Shep Pettibone | 4:51    |  |
| 9.                                | "Words"             | Madonna, Shep Pettibone, Anthony Shimkin | Madonna, Shep Pettibone | 5:55    |  |
| 10.                               | "Rain"              | Madonna, Shep Pettibone                  | Madonna, Shep Pettibone | 5:24    |  |
| 11.                               | "Why's It So Hard?" | Madonna, Shep Pettibone, Anthony Shimkin | Madonna, Shep Pettibone | 5:23    |  |
| 12.                               | "In This Life"      | Madonna, Shep Pettibone                  | Madonna, Shep Pettibone | 6:23    |  |
| 13.                               | "Did You Do It?"    | Madonna, Shep Pettibone, André Betts     | Madonna, André Betts    | 4:54    |  |
| 14.                               | "Secret Garden"     | Madonna, André Betts                     | Madonna, André Betts    | 5:32    |  |

| Bedtime Stories (1994) |                            |                                                                |                        |         |  |
| N.º                    | Título                     | Compositor(es)                                                 | Produtor(es)           | Duração |  |
| 1.                     | "Survival"                 | Madonna, Dallas Austin                                         | Nellee Hooper, Madonna | 3:31    |  |
| 2.                     | "Secret"                   | Madonna, Austin                                                | Madonna, Austin        | 5:03    |  |
| 3.                     | "I'd Rather Be Your Lover" | Madonna, Dave Hall, Isley Brothers, Christopher Jasper         | Madonna, Hall          | 4:39    |  |
| 4.                     | "Don't Stop"               | Madonna, Austin, Colin Wolfe                                   | Madonna, Austin        | 4:38    |  |
| 5.                     | "Inside Of Me"             | Madonna, Hall, Nellee Hooper                                   | Nellee Hooper, Madonna | 4:11    |  |
| 6.                     | "Human Nature"             | Madonna, Hall, Shawn McKenzie, Kevin McKenzie, Michael Deering | Madonna, Hall          | 4:54    |  |
| 7.                     | "Forbidden Love"           | Babyface, Madonna                                              | Nellee Hooper, Madonna | 4:08    |  |
| 8.                     | "Love Tried To Welcome Me" | Madonna, Hall                                                  | Madonna, Hall          | 5:21    |  |
| 9.                     | "Sanctuary"                | Madonna, Austin, Anne Preven, Scott Cutler, Herbie Hancock     | Madonna, Austin        | 5:02    |  |
| 10.                    | "Bedtime Story"            | Björk, Nellee Hooper, Marius De Vries                          | Hooper, Madonna        | 4:53    |  |
| 11.                    | "Take a Bow"               | Babyface, Madonna                                              | Madonna, Babyface      | 5:21    |  |

| Ray of Light (1998) |                                     |                                                               |                                |         |  |
| N.º                 | Título                              | Compositor(es)                                                | Produtor(es)                   | Duração |  |
| 1.                  | "Drowned World/Substitute For Love" | Madonna, William Orbit, Rod McKuen, Anita Kerr, David Collins | Madonna, Orbit                 | 5:09    |  |
| 2.                  | "Swim"                              | Madonna, Orbit                                                | Madonna, Orbit                 | 5:00    |  |
| 3.                  | "Ray of Light"                      | Madonna, Orbit, Clive Maldoon, Dave Curtiss, Christine Leach  | Madonna, Orbit                 | 5:21    |  |
| 4.                  | "Candy Perfume Girl"                | Madonna, Orbit, Susannah Melvoin                              | Madonna, Orbit                 | 4:34    |  |
| 5.                  | "Skin"                              | Madonna, Patrick Leonard                                      | Madonna, Orbit, Marius DeVries | 6:22    |  |
| 6.                  | "Nothing Really Matters"            | Madonna, Leonard                                              | Madonna, Orbit, DeVries        | 4:27    |  |
| 7.                  | "Sky Fits Heaven"                   | Madonna, Leonard                                              | Madonna, Orbit, Leonard        | 4:48    |  |
| 8.                  | "Shanti/Ashtangi"                   | Madonna, Orbit                                                | Madonna, Orbit                 | 4:29    |  |
| 9.                  | "Frozen"                            | Madonna, Leonard                                              | Madonna, Orbit, Leonard        | 6:12    |  |
| 10.                 | "The Power of Good-Bye"             | Madonna, Rick Nowels                                          | Madonna, Orbit, Leonard        | 4:10    |  |
| 11.                 | "To Have and Not to Hold"           | Madonna, Nowels                                               | Madonna, Orbit, Leonard        | 5:23    |  |
| 12.                 | "Little Star"                       | Madonna, Nowels                                               | Madonna, DeVries               | 5:18    |  |
| 13.                 | "Mer Girl"                          | Madonna, Orbit                                                | Madonna, Orbit                 | 5:32    |  |

| Music (2000) |                                 |                                       |                                            |         |  |
| N.º          | Título                          | Compositor(es)                        | Produtor(es)                               | Duração |  |
| 1.           | "Music"                         | Madonna, Mirwais Ahmadzaï             | Madonna, Mirwais Ahmadzaï                  | 3:44    |  |
| 2.           | "Impressive Instant"            | Madonna, M. Ahmadzaï                  | Madonna, Mirwais Ahmadzaï                  | 3:37    |  |
| 3.           | "Runaway Lover"                 | Madonna, William Orbit                | Madonna, William Orbit                     | 4:46    |  |
| 4.           | "I Deserve It"                  | Madonna, M. Ahmadzaï                  | Madonna, Mirwais Ahmadzaï                  | 4:23    |  |
| 5.           | "Amazing"                       | Madonna, W. Orbit                     | Madonna, William Orbit                     | 3:43    |  |
| 6.           | "Nobody's Perfect"              | Madonna, M. Ahmadzaï                  | Madonna, Mirwais Ahmadzaï                  | 4:58    |  |
| 7.           | "Don't Tell Me"                 | Madonna, M. Ahmadzaï, Joe Henry       | Madonna, Mirwais Ahmadzaï                  | 4:40    |  |
| 8.           | "What It Feels Like for a Girl" | Madonna, Guy Sigsworth, David Torn    | Madonna, Guy Sigsworth, Mark "Spike" Stent | 4:43    |  |
| 9.           | "Paradise (Not for Me)"         | Madonna, M. Ahmadzaï                  | Madonna, Mirwais Ahmadzaï                  | 6:33    |  |
| 10.          | "Gone"                          | Madonna, Damian Le Gassick, Nik Young | Madonna, William Orbit, Mark "Spike" Stent | 3:24    |  |
| 11.          | "American Pie"                  | Don McLean                            | Madonna, William Orbit                     | 4:33    |  |

| American Life (2003) - versão explícita |                     |                                       |                                        |         |  |
| N.º                                     | Título              | Compositor(es)                        | Produtor(es)                           | Duração |  |
| 1.                                      | "American Life"     | Madonna, Mirwais Ahmadzaï             | Madonna, Ahmadzaï                      | 4:58    |  |
| 2.                                      | "Hollywood"         | Madonna, Ahmadzaï                     | Madonna, Ahmadzaï                      | 4:24    |  |
| 3.                                      | "I'm So Stupid"     | Madonna, Ahmadzaï                     | Madonna, Ahmadzaï, Mark "Spike" Stent* | 4:09    |  |
| 4.                                      | "Love Profusion"    | Madonna, Ahmadzaï                     | Madonna, Ahmadzaï                      | 3:38    |  |
| 5.                                      | "Nobody Knows Me"   | Madonna, Ahmadzaï                     | Madonna, Ahmadzaï                      | 4:39    |  |
| 6.                                      | "Nothing Fails"     | Madonna, Guy Sigsworth, Jem Griffiths | Madonna, Ahmadzaï, Stent*              | 4:49    |  |
| 7.                                      | "Intervention"      | Madonna, Ahmadzaï                     | Madonna, Ahmadzaï                      | 4:54    |  |
| 8.                                      | "X-Static Process"  | Madonna, Stuart Price                 | Madonna, Ahmadzaï                      | 3:50    |  |
| 9.                                      | "Mother and Father" | Madonna, Ahmadzaï                     | Madonna, Ahmadzaï                      | 4:33    |  |
| 10.                                     | "Die Another Day"   | Madonna, Ahmadzaï                     | Madonna, Ahmadzaï                      | 4:38    |  |
| 11.                                     | "Easy Ride"         | Madonna, Monte Pittman                | Madonna, Ahmadzaï                      | 5:05    |  |

| Confessions on a Dance Floor (2005) |                   |                                                              |                                   |         |  |
| N.º                                 | Título            | Compositor(es)                                               | Produtor(es)                      | Duração |  |
| 1.                                  | "Hung Up"         | Madonna, Stuart Price, Benny Andersson, Björn Ulvaeus        | Madonna, Price                    | 5:36    |  |
| 2.                                  | "Get Together"    | Madonna, Anders Bagge, Peer Åström, Price                    | Madonna, Price                    | 5:30    |  |
| 3.                                  | "Sorry"           | Madonna, Price                                               | Madonna, Price                    | 4:43    |  |
| 4.                                  | "Future Lovers"   | Madonna, Ahmadzaï                                            | Madonna, Ahmadzaï                 | 4:51    |  |
| 5.                                  | "I Love New York" | Madonna, Price                                               | Madonna, Price                    | 4:11    |  |
| 6.                                  | "Let It Will Be"  | Madonna, Ahmadzaï, Price                                     | Madonna, Price                    | 4:18    |  |
| 7.                                  | "Forbidden Love"  | Madonna, Price                                               | Madonna, Price                    | 4:22    |  |
| 8.                                  | "Jump"            | Madonna, Joe Henry, Price                                    | Madonna, Price                    | 3:46    |  |
| 9.                                  | "How High"        | Madonna, Christian Karlsson, Pontus Winnberg, Henrik Jonback | Madonna, Bloodshy & Avant, Price* | 4:40    |  |
| 10.                                 | "Isaac"           | Madonna, Price                                               | Madonna, Price                    | 6:03    |  |
| 11.                                 | "Push"            | Madonna, Price                                               | Madonna, Price                    | 3:57    |  |
| 12.                                 | "Like It or Not"  | Madonna, Karlsson, Winnberg, Jonback                         | Madonna, Bloodshy & Avant         | 4:31    |  |

| Hard Candy (2008) |                                                 |                                                 |                                                             |         |  |
| N.º               | Título                                          | Compositor(es)                                  | Produtor(es)                                                | Duração |  |
| 1.                | "Candy Shop"                                    | Pharrell Williams, Madonna                      | The Neptunes, Madonna[A]                                    | 4:16    |  |
| 2.                | "4 Minutes" (com Timbaland e Justin Timberlake) | Madonna, Timothy Mosley, Timberlake, Nate Hills | Timbaland, Timberlake, Danja                                | 4:04    |  |
| 3.                | "Give It 2 Me" (com Pharrell Williams)          | Williams, Madonna                               | The Neptunes, Madonna[A]                                    | 4:48    |  |
| 4.                | "Heartbeat"                                     | Williams, Madonna                               | The Neptunes, Madonna[A]                                    | 4:04    |  |
| 5.                | "Miles Away"                                    | Madonna, Mosley, Timberlake, Hills              | Timabaland, Timberlake, Hills                               | 4:49    |  |
| 6.                | "She's Not Me"                                  | Williams, Madonna                               | The Neptunes, Madonna[A]                                    | 6:05    |  |
| 7.                | "Incredible"                                    | Williams, Madonna                               | The Neptunes, Madonna[A]                                    | 6:20    |  |
| 8.                | "Beat Goes On" (com Kanye West)                 | Williams, Madonna, West                         | The Neptunes, Madonna[A]                                    | 4:27    |  |
| 9.                | "Dance 2night" (com Justin Timberlake)          | Madonna, Mosley, Timberlake, Hannon Lane        | Timbaland, Timberlake, Lane[A], Demacio "Demo" Castellon[B] | 5:03    |  |
| 10.               | "Spanish Lesson"                                | Williams, Madonna                               | The Neptunes, Madonna[A]                                    | 3:38    |  |
| 11.               | "Devil Wouldn't Recognize You"                  | Madonna, Mosley, Timberlake, Hills, Joe Henry   | Timbaland, Timberlake, Danja                                | 5:09    |  |
| 12.               | "Voices"                                        | Madonna, Mosley, Timberlake, Hills, Lane        | Timbaland, Timberlake, Danja, Lane[A]                       | 3:40    |  |
| Duração total:    | Duração total:                                  | Duração total:                                  | Duração total:                                              | 56:13   |  |

* - denota produção adicional.

## Tabelas musicais e certificação
| Tabela musical (2012)         | Melhor posição |
| ----------------------------- | -------------- |
| Coreia do Sul (Goan)          | 81             |
| Croácia (HDU)                 | 28             |
| Espanha (PROMUSICAE)          | 44             |
| Finlândia (IFPI Finlândia)    | 45             |
| França (SNEP)                 | 26             |
| Itália (FIMI)                 | 19             |
| Japão (Oricon)                | 9              |
| México (AMPROFON)             | 62             |
| Países Baixos (MegaCharts)    | 48             |
| Reino Unido (UK Albums Chart) | 70             |
| Suíça (Schweizer Hitparade)   | 52             |

| Região                                              | Certificação | Vendas  |
| --------------------------------------------------- | ------------ | ------- |
| Polônia (ZPAV)                                      | Ouro         | 10,000* |
| *números de vendas baseados somente na certificação |              |         |

## Histórico de lançamento
| País           | Data                 | Formato      | Gravadora              | Ref.        |
| -------------- | -------------------- | ------------ | ---------------------- | ----------- |
| Estados Unidos | 20 de março de 2012  | Warner Bros. | Caixa de coleccionador | [ 1 ] [ 5 ] |
| Europa         | 26 de março de 2012  | Warner Bros. | Caixa de coleccionador | [ 11 ]      |
| Reino Unido    | 26 de março de 2012  | Warner Bros. | Caixa de coleccionador | [ 37 ]      |
| Espanha        | 27 de março de 2012  | Warner Bros. | Caixa de coleccionador | [ 38 ]      |
| Itália         | 27 de março de 2012  | Warner Bros. | Caixa de coleccionador | [ 39 ]      |
| Japão          | 27 de março de 2012  | Warner Bros. | Caixa de coleccionador | [ 12 ]      |
| Austrália      | 30 de março de 2012  | Warner Bros. | Caixa de coleccionador | [ 13 ]      |
| Alemanha       | 30 de março de 2012  | Warner Bros. | Caixa de coleccionador | [ 14 ]      |
| Canadá         | 28 de agosto de 2012 | Warner Bros. | Caixa de coleccionador | [ 15 ]      |